# Руска национална библиотека
Руската национална библиотека (на руски: Российская национальная библиотека) е най-старата публична библиотека в Русия, която до 1921 година изпълнява и функциите на национална библиотека. Намира се в Санкт Петербург и със сбирка от 35 милиона единици е втората по големина в страната след Руската държавна библиотека.
Библиотеката е основана през 1795 година от императрица Екатерина II под името Императорска публична библиотека и е открита за публиката през 1814 година. Основа на първоначалната сбирка става Библиотеката на Залуски, включваща 420 хиляди тома и заграбена от руското правителство при подялбата на Полша. Освен тези книги императрицата подарява на библиотеката и други ценни колекции, сред които личните библиотеки на Волтер и Дени Дидро.
През 1811 година библиотеката получава право на задължителен екземпляр от всички нови издания в страната. По това време е поставено началото на сбирката Росика, включваща чуждестранни издания посветени на Русия. През следващите десетилетия библиотеката придобива редица редки книги, като Остромировското евангелие, Ипатиевската летопис, най-старите известни копия на Новия завет (Синайски кодекс), Стария завет (Ленинградски кодекс) и Корана (Османов Коран).
През 1917 година е преименувана на Държавна публична библиотека, а през 1932 година – на Държавна публична библиотека „М. Е. Салтиков-Шчедрин“. С преместването на руската столица в Москва през 1921 година нейното значение донякъде намалява, но тя продължава да бъде една от най-големите в Европа. От 1992 година носи сегашното си име. Броят на служителите на библиотеката е около 1850 души.

## Фондове
- Руски книжен фонд – 10 414 368 екземпляра
- Фонд на руските списания – 4 464 048 екземпляра
- Чуждестранен книжен фонд – 12 000 000 екземпляра
- Фонд ръкописи – Гръцки ръкописи – III-XIX век пр.н.е.; Славянски и староруски ръкописни книги – XI-XX век; актови материали от XIII – XIX век; Западни ръкописни документи – V-XX век; архивни материали – XVIII – XXI век. Ориенталски ръкописни документи – X век пр.н.е. – XX век – 437 384 артикула, повече от 30 хиляди единици ч. Староруски, славянски и гръцки книги; около 300 хиляди единици ч. домашни документи; около 70 хиляди единици ч. Западноевропейски документи; около 30 хиляди единици ч. източни документи
- 72 014 редки книги